# Upton cum Chalvey
Upton cum Chalvey var en civil parish fram till 1901 då den blev en del av Wexham, i grevskapet Buckinghamshire, i England. Denna civil parish var belägen 16 km från High Wycombe och hade 7 700 invånare år 1891.